# Office des transports de la Corse
Pour les articles homonymes, voir OTC.
L'office des transports de la Corse (OTC) est un établissement public à caractère industriel et commercial (ÉPIC) de la collectivité territoriale de Corse crée en 1992 en substitution à l’OTRC lui-même créé en 1982. Il est doté de la personnalité morale et juridique ainsi que de l’autonomie financière. Sa mission principale est la gestion des subventions qui lui sont accordées par l'État français au titre de la continuité territoriale.

## Historique
L'OTC a été créé par la collectivité territoriale de Corse le 26 mai 1992, en application de l'article 74 de la loi du 13 mai 1991 portant statut de la collectivité territoriale de Corse,.
Il est venu se substituer à l'Office des transports de la région de Corse, qui avait été créé, déjà sous la forme d'un ÉPIC, par l'article 20 de la loi du 30 juillet 1982 portant statut particulier de la région de Corse. La loi du 13 mai 1991 l'a rattaché à la collectivité territoriale de Corse nouvellement créée, et a redéfini ses missions.
Sa suppression, avec celle de l'Office de développement agricole et rural de Corse, a été recommandée en 1998 dans le rapport de Jean Glavany, Corse : L'indispensable sursaut, au nom de la commission d'enquête sur l'utilisation des fonds publics et la gestion des services publics en Corse. Ce rapport considérait entre autres que leur « utilité est particulièrement sujette à caution ».

## Missions
L’Office des transports de la Corse, dans le cadre des orientations définies par la Collectivité de Corse, est chargé d’élaborer, coordonner et mettre en œuvre la politique régionale en matière de transports aériens et maritimes entre la Corse et le Continent français. Il joue un rôle essentiel dans l’organisation et le fonctionnement de la continuité territoriale.
À ce titre, l’Office des transports de la Corse participe à :
- la définition des politiques des transports aériennes et maritimes (entre la Corse et le Continent français) ;
- la gestion de la dotation de continuité territoriale ;
- l’élaboration d’obligations de service public (OSP) adoptées par l’Assemblée de Corse ;
- la mise en œuvre et au suivi des contrats en cours de délégation de service public.

Par mandat et délibérations de l’Assemblée de Corse, l’OTC peut avoir pour missions :
- l’accompagnement du développement de lignes transfrontalières entre les aéroports corses et ceux des grandes villes européennes, avec la mise en place d’OSP ;
- le développement de projets européens.

## Fonctionnement
Le budget de l'Office des transports de la Corse s'est élevé pour l'année 2004 à 168 millions d'euros, dont 110,6 affectés au transport maritime (SNCM et CMN) et 56,7 au transport aérien.
Depuis 2021, sa présidente est Flora Mattei, membre du Conseil exécutif de Corse.
Cet office a été notamment à l'origine de la création de la compagnie aérienne Corse Méditerranée, qui devint CCM Airlines, puis Air Corsica à partir de 2011.

## Note
1. ↑  Cet article a ensuite été codifié à l'article L. 4424-29 du Code général des collectivités territoriales[Légifrance 2] par la loi du 21 février 1996 relative à la partie législative de ce code[Légifrance 3] ; après quoi il a été modifié, complété, et transféré à l'article L. 4424-20[Légifrance 4] par la loi du 22 janvier 2002 relative à la Corse[Légifrance 5].